# Náci karlendítés

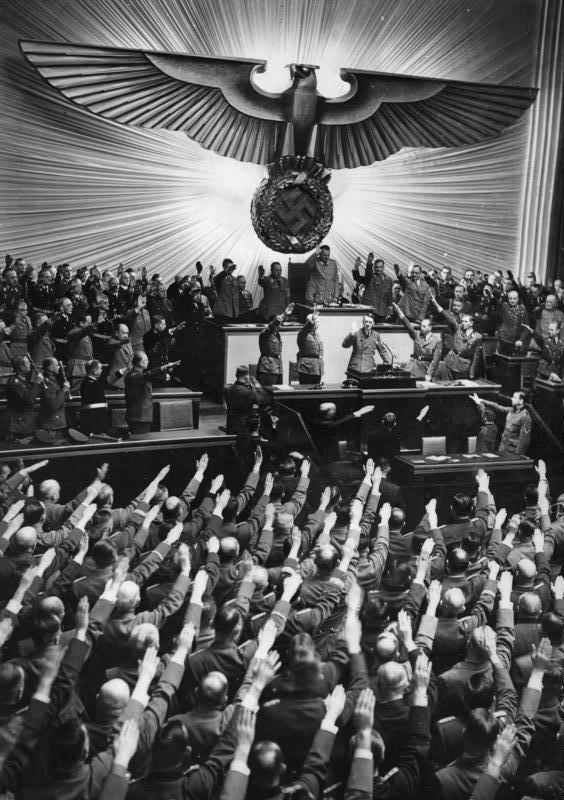
Adolf Hitler üdvözlése náci karlendítéssel Berlinben, 1941-ben.

A náci karlendítés (németül Hitlergruß „Hitler-köszöntés” vagy Deutscher Gruß „német köszöntés”) üdvözlési és tisztelgési kézmozdulat volt a nemzetiszocialista Németországban. Mint a Harmadik Birodalom számos más reprezentációs eleme, ez is a Római Birodalom hagyományaiból származik. Ugyanilyen mozdulattal tisztelték meg a győztes hadvezéreket a triumphus alkalmával.
Rendszerint a Heil Hitler! (’Üdv, Hitler!’), a Heil, mein Führer! (’Üdv, vezérem!’) vagy a Sieg Heil! (’Győzelem, üdv!’) köszöntési formula kíséretében használták. A személyi kultusz egyik jellemző elemeként az 1930-as években rendszeresítették a náci pártban a vezető iránti engedelmesség kifejezésére, valamint a német nép, illetve később a háborús erőfeszítések dicsőítésére. A köszöntés kötelező volt a polgári lakosság számára, a katonák viszont az 1944. július 20-i merényletig használhatták a hagyományos katonai üdvözlési formákat is.
Jelenleg Németországban, Ausztriában és Csehországban a törvény kifejezetten tiltja a náci karlendítést, míg Svédországban – kontextustól függően – gyűlöletbeszédnek minősülhet. Magyarországon 2008. február 18-án fogadta el az Országgyűlés azt a törvényt, amely a Büntetőtörvénykönyvbe emelte az önkényuralmi rendszerre vagy eszmére emlékeztető vagy utaló testmozdulatot, amely alkalmas a magyar nemzet, vagy lakosság egyes csoportjai, így különösen nemzeti, etnikai, faji, vallási csoport tagjai becsületének csorbítására, avagy emberi méltóságának megsértésére (Btk. 181/A. § (2)). Az Alkotmánybíróság 95/2008. (VII. 3.) határozatában előzetes normakontroll során ezt a rendelkezést alkotmányellenesnek nyilvánította.